# Коммунаровский сельсовет (Курская область)
Коммунаровский сельсовет — сельское поселение в Беловском районе Курской области Российской Федерации.
Административный центр — посёлок Коммунар.

## История
Статус и границы сельского поселения установлены Законом Курской области от 21 октября 2004 года № 48-ЗКО «О муниципальных образованиях Курской области»

## Население
| 2002  | 2010  | 2012  | 2013  | 2014  | 2015  | 2016  |
| ----- | ----- | ----- | ----- | ----- | ----- | ----- |
| 1904  | ↘1528 | ↘1463 | ↘1407 | ↘1349 | ↘1327 | ↘1292 |
| 2017  | 2018  | 2019  | 2020  | 2021  |       |       |
| ↘1274 | ↘1246 | ↘1221 | ↘1192 | ↗1268 |       |       |

## Состав сельского поселения
| № | Населённый пункт | Тип населённого пункта          | Население |
| - | ---------------- | ------------------------------- | --------- |
| 1 | Коммунар         | посёлок, административный центр | ↘1163     |
| 2 | Переверзевка     | деревня                         | ↘136      |
| 3 | Петровы Буды     | село                            | ↘135      |
| 4 | Свердловский     | посёлок                         | ↘94       |